# シトロエン・AX
AXは、シトロエンが製造販売していた自動車である。

## 概要
1986年パリサロンでデビューしたシトロエン社の小型車。プジョー・205とプラットフォームを共有し、後のプジョー・106と共通の設計である。8バルブSOHCエンジン1,000cc/1,100cc/1,300㏄/1,400ccガソリンエンジンと、プジョーが得意とするディーゼル(1,400cc、後に1,500cc)があった。前期型はアルミブロックであったが、後期型になるとスチールブロックに変更された。また4×4モデルも製造された。ボディタイプは3ドアと5ドアのハッチバックであった。AXの為に開発されたこのTU型エンジンは８０年代後半から２０００年代までのPSA車両に長きに渡り搭載された。ホモロゲーションモデルのSPORT（スポール）はフェーズ１、フェーズ２と分類される。フェーズ１はボディ色は白のみ、１３inchのホワイトスチール、デフレクターウィング無し。フェーズ２は白、黒、赤の３色、１４inchのシルバースチール、GT同様のデフレクターウィング有り。1993年からエレクトリック車両も生産販売。ニッケルカドミウム電池を搭載したバージョンで、電気自動車開発のパイオニアでもある。
cd値0.34と空力特性に優れ、テールゲートは下半分を樹脂製、上半分はガラスという構成でガラスに開けられた穴でボディ側ヒンジに直接取り付けられている徹底した軽量設計思想の体現、プラスチック部品を多用したため欧州仕様ベースモデル640kgと軽量で、燃料効率に優れていた。1,400ccツインキャブ85馬力のGTなどのスポーティモデルも登場し、軽量なボディと十分なストロークを持つサスペンションで、活発な動力性能・操縦性を示した。キャブ時代のAXは本国では触媒の設定がなく、型式を取得時に日本製の汎用触媒を取り付けられたので本来の出力が目減りし、GTでは82馬力となっている。
1991年にはマイナーチェンジが行われ、ダブルシェブロンマークの位置変更、前後バンパー、テールゲート、ダッシュボードのデザイン変更が行われた。翌1992年にはシリンダーブロックがスチールに変更され、GTはマルチポイント・インジェクションで95馬力に強化されたGTIに発展した。1995年頃からのAX全車最終型は点火方式がデスビからデスビレスタイプへ変更され、それに伴いクランクセンサーが取り付けられて現代の車に近い制御がされるようになった（GTiはデビュー時から同タイプ採用）。足回りに関してもプジョー・106同様、ホイールの締結ボルトの本数が従来の3本から4本へと変更された（GTiのみ）。サクソが主力となった1996年以降は廉価モデルのみが継続生産された。

### 日本へ輸入されたモデル(正規・並行）
日本には1989年から正規輸入が開始され、最上級の1,400ccモデルが3ドア、5ドアとも輸入された。輸入元は当初は西武自動車販売（その後新西武自動車販売）、後にユーノス系列でも併売された。
1990年代後半、マツダはユーノス店を整理統合し、アンフィニ店でシトロエンの販売を継続したが、その後シトロエンの販売から正式に撤退した。
導入前にサンプルを輸入してテストしたところ、チルトアップガラスルーフ車両に雨漏りが確認されたため、前期型の正規輸入車両は全車ノーマルルーフとなったので、店頭販売カタログには載っていない。
導入当初、インポーターが輸入したAXには８８年式TRSパワーウィンドウ無し右ハンドル仕様等、迷走していた時期もあったが、結局それらも店頭販売カタログに載ることはなかった。
西武自動車販売は当初、全国の自動車整備工場をサブディーラー「AXショップ」として組織化して拡販しようと試みたが、MT車のみ、エアコンではなく別体式のライン装着のクーラー、パワーステアリングなしという仕様では、販路拡張は期待すべくもなかった。
1,400 cc GT　（3ドア）　
- 前期型：２バレルキャブレター　ALOY（アルミ）ブロックエンジン　K２型

　　165/60R14　5.5J アルミホイール　　ブレーキローターサイズ　２５８mm
- 中期型　モノポイントインジェクション　ALOY（アルミ）ブロックエンジン　KD型

155/65R14  5.0J アルミホイール     ブレーキローターサイズ　２３８mm
- 後期型　モノポイントインジェクション　IRON（鋳鉄）ブロックエンジン　KD型

155/65R13  5.0J　アルミホイール　ブレーキローターサイズ　２４７mm
1,400 cc TRS （5ドア）
- 前期型：キャブレター　ALOY（アルミ）ブロックエンジン　K1型

　　155/70R13 4.5J　スチールホイール　　ブレーキローターサイズ　２３８mm
- 中期型　モノポイントインジェクション　ALOY（アルミ）ブロックエンジン　KD型

155/65R14  5.0J　スチールホイール　　ブレーキローターサイズ　２３８mm
- 後期型　モノポイントインジェクション　IRON（鋳鉄）ブロックエンジン　KD型

155/70R13  4.5J　スチールホイール　　ブレーキローターサイズ　２４７mm
1,400 cc GTI（3ドア）
- マルチポイントインジェクション　IRON（鋳鉄）ブロックエンジン　 KF型

　　185/60R13 5.5J ４stud アルミホイール
　　  ボディ色に関わらず前後バンパー、サイド樹脂パーツは黒色
　　ブレーキローター　ベンチレーテッドタイプ
並行輸入　1,300 cc SPORT(3ドア）
- フェーズ２　サイドドラフトキャブレター　ALOY（アルミ）ブロックエンジン

　　165/60R14　5.5J アルミホイール　当時輸入されたのは、黒、赤の2色のみ
特別限定車
Halley
first top
TOP TEN
SPOT
CRISTAL
Echo
Image
VOGUE
VIVACE
TONIC
THALASSA
NIGHT
Newyork
escapade
K-way
air france madame
CLUB
Dolly
Hit fm
等

総生産台数
2,561,432

### マレーシアでの生産
AXはモデル末期の1996年、マレーシアの自動車メーカーであるプロトンから「ティアラ」としてライセンス生産が開始された。ラインナップは1,100ccエンジンと5ドアボディの組み合わせのみであった。しかし、安価で仕上げが良く信頼性の高い日本車が市場を席巻するマレーシアにおいてティアラは成功せず、4年後の2000年には早くも生産中止となった。